# Antonio Milošoski

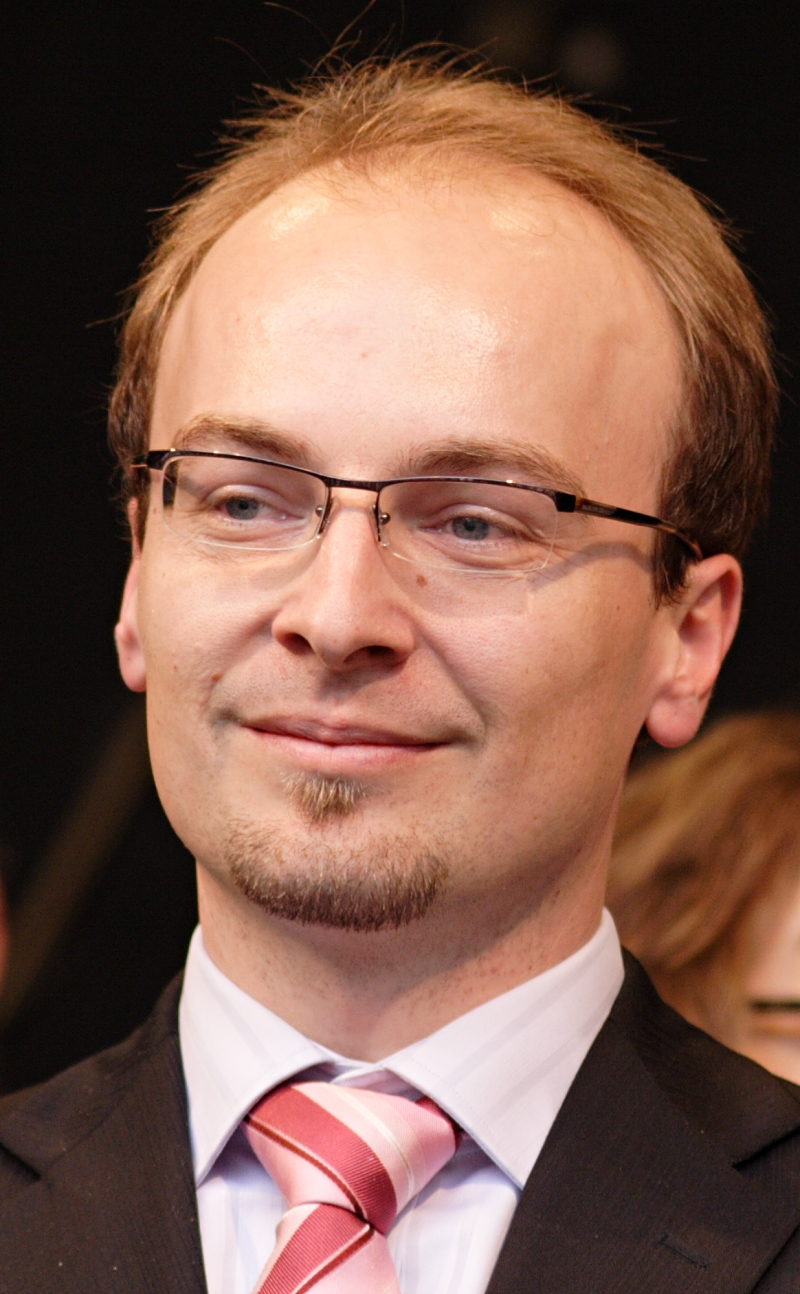
Antonio Milošoski, 2007

Antonio Milošoski (mazedonisch Антонио Милошоски; * 29. Januar 1976 in Tetovo, Jugoslawien) war von 2006 bis 2011 der Außenminister der Republik Mazedonien.

## Leben
Von 1994 bis 1999 studierte Milošoski an der rechtswissenschaftlichen Fakultät der St.-Kyrill-und-Methodius-Universität in Skopje (Mazedonien).
Von 2000 bis 2001 war Milošoski Regierungssprecher der mazedonischen Regierung.
Von 2001 bis 2002 studierte er am Zentrum für Europäische Integrationsforschung der Universität Bonn. Von 2005 bis 2006 war er wissenschaftlicher Mitarbeiter am Institut für Politikwissenschaft der Universität Duisburg-Essen.
Im September 2006 wurde Milošoski zum Außenminister der Republik Mazedonien ernannt. Er ist Mitglied der Partei VMRO-DPMNE.